# Kremlicska János
Kremlicska János (Kremnicska; Esztergom, 1776. augusztus 21. - Pozsony, 1849. április 11.) esztergomi, majd érsekújvári és pozsonyi plébános, pozsonyi kanonok, verebélyi széki táblabíró.

## Élete
Szülei Kremlicska Tamás és Kletzár Katalin.
Pozsonyban 1800-ban végezte el a teológiát az érseki szemináriumban. 1801 novemberétől Kemencén volt káplán, majd Esztergomban szolgált, ahol 1803-tól a vízivárosi Loyolai Szent Ignác plébániatemplom adminisztrátora, később decemberben plébánosa lett. 1819-től a dunántúli esztergomi kerület esperese. 1820. november 14-től érsekújvári plébános és esperes lett. 1836-tól pozsonyi kanonok volt. 1837-től pozsonyi plébános (Szent Márton-dóm), a káptalan kusztódja. A Belli-Fontis de valle Vuta Boldogságos Szűz Mária kolostor apátja volt.
Arcképe 1839-ből származik.